# Arszalujs
Arszalujs – wieś w Armenii, w prowincji Armawir. W 2011 roku liczyła 4250 mieszkańców.